# Плоскобрюх рыжий
Плоскобрюх рыжий, или стрекоза рыжая (лат. Libellula fulva) — вид разнокрылых стрекоз из семейства настоящих стрекоз (Libellulidae).

## Описание
Длина 42—45 мм, брюшко 26—29 мм, заднее крыло 35—38 мм. Глаза соприкасаются. Перепоночка тёмно-серого или черноватого цвета. Тёмные базальные пятна на передних крыльях черноватые или тёмно-коричневые, могут иметь вид небольшой полоски. Основание задних крыльев имеет большое непрозрачное тёмное пятно. Брюшко широкое, его средние сегменты вдвое шире своей длины. Нижняя губа полностью чёрного цвета. Тело рыжеватое. У взрослых самцов брюшко покрыто голубоватым налётом, который скрывает срединную чёрную полосу, у основания и на 8—10 сегментах черноватое, либо становится целиком тёмным (у старых). У молодых самцов брюшко рыжее. Первый сегмент брюшка лишён шипиков. У самки брюшко рыжее, 4—10 кольца имеют чёрные полоски. У старых самок брюшко может становиться целиком тёмным.

## Ареал
Вид распространён в Европе.
На Украине — это редкий вид, который зарегистрирован в Западной Лесостепи, Прикарпатье, Закарпатской низменности, в Восточном Подолье (к востоку от реки Збруч), в дельте реки Дунай, в Киевской, Черниговской, Полтавской и Харьковской областях.

## Биология
Время лёта: конец мая — август. Встречается у стоячих или медленно текущих водоёмах различных типов и размеров, с богатой водной растительностью и обязательно окружённых тростниковой или камышовой растительности.